# Cristais Paulista
Cristais Paulista is een gemeente in de Braziliaanse deelstaat São Paulo. De gemeente telt 7.436 inwoners (schatting 2009).